# Bad Astronomy
Bad Astronomy: Misconceptions and Misuses Revealed, from Astrology to the Moon Landing "Hoax" är en bok av den amerikanska astronomen och skeptikern Philip Plait. Boken släpptes 2002, och tar upp diverse vanliga missförstånd rörande yttre rymden och astronomi. Plait tar bland annat upp vanliga misstag i science fictionfilmer som att ljud hörs i yttre rymden, faktoider som att det bara går att balansera ägg på sin sida under dagjämningen, konspirationsteorier som att månlandningen var en bluff, och pseudovetenskaper som astrologi. Plait går även igenom månens effekt på tidvattnet, corioliseffekten, varför himlen är blå, och vetenskapen bakom Big Bang.
Många ämnen som tas upp i boken diskuterades från början på Plaits hemsida, som också boken fick sitt namn från, men boken går djupare in i detalj.